# Odonus niger

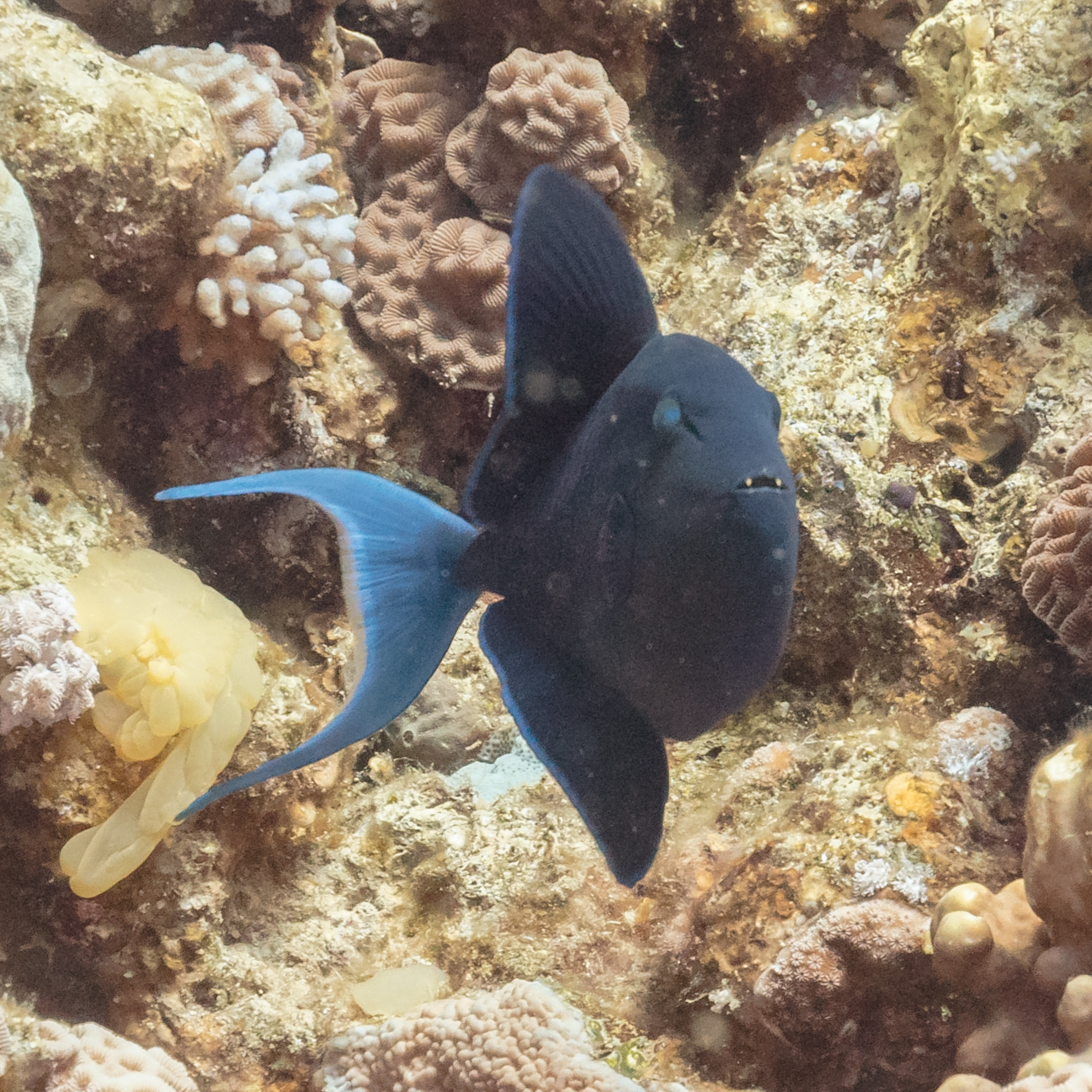
Vista frontal.

Odonus niger es una especie de peces de la familia Balistidae en el orden de los Tetraodontiformes.

## Morfología
Pueden llegar alcanzar los 50 cm de longitud total.

## Hábitat
Se encuentra a 50-40 m de profundidad.

## Distribución geográfica
Se encuentra desde las costas del Mar Rojo hasta las de Durban (Sudáfrica), las Islas Marquesas, las de las Islas de la Sociedad, sur del Japón, sur de la Gran Barrera de Coral, Colombia Archipiélago de San Bernardo y Nueva Caledonia.